# 카를 슈미트 로틀루프
카를 슈미트 로틀루프(독일어: Karl Schmidt Rottluff, 1884년 12월 1일 ~ 1976년 8월 9일)는 독일의 미술가이다. 청기사파의 창립 회원으로, 독일의 표현주의 미술가 그룹인 브뤼케파의 멤버이며, 밝고 대조적인 강렬한 색채의 덩어리와 빠른 붓질, 단순한 형태가 특징이다. 제1차 세계 대전 이후에 어두운 색조로 종교적 주제의 목판화를 제작하였다. 하지만 아돌프 히틀러의 집권 이후에 퇴폐 미술로 낙인찍혔다.

## 생애
1905년 드레스덴에 가서 처음에는 건축을 공부했지만, E.L. 키르히너와 E. 헤켈을 만나면서 디브뤼케의 회화운동을 일으켰다. 1910년부터 집중적으로 목판·석판에 손을 대고, 디 브뤼케그룹에서 제일 먼저 인체를 입체파(cubism)풍의 포름(forme)으로 환원하였다. 이듬해 베를린으로 이주하였으며, 제1차 세계대전이 종전된 후에는 색채의 격렬함이 누그러지고 형체도 다소 부드러워졌다.

### 제2차 세계대전
제2차 세계 대전 시기 독일에서 나치당이 권력을 잡았던 1930년대에 카를 슈미트 로틀루프는 새로운 정권하에서 가장 혹독하게 박해를 받았던 미술가 가운데 한 명이었다. 그의 작품들은 파괴되고 '퇴폐미술'이라는 꼬리표가 붙었다. 뿐만 아니라 그는 1941년에 그림을 그리는 것이 금지되었고, 악명 높은 친위대로부터 감시까지 받게 되었다. 제2차 세계 대전이 끝난 이후에는 베를린 미술학교 교수로 지냈다.

## 팔린 작품
1997년 런던 소더비 경매에서 카를 슈미트 로틀루프의 당가스터 공원(1910년)이 925,500파운드로 판매되었다. 2001년 필립스 드 퓨리 경매에서 제임스 라운델은 카를 슈미트 로틀루프의 책 읽는 사람(1911년)을 390만 달러에 샀다. 카를 슈미트 로틀루프의 작품 경매에서 지불된 최고 가격은 2008년 실외의 누드 - 목욕하는 세 여인을 약 600만 달러에 구매한적도 있다.

## 주요 작품
- 《모자를 쓴 여인》(1905년)
- 《바람부는 날》(1907년)
- 《외눈 안경을 낀 자화상》(1910년)
- 《로프타스의 풍경》(1911년)
- 《항구 내의 보트》(1913년)
- 《에마우스로의 길》(1913년)